# 洋光台車站
洋光台車站（日语：／ Yōkōdai eki */?）是一個位於神奈川縣橫濱市磯子區洋光台三丁目，屬於東日本旅客鐵道（JR東日本）根岸線的鐵路車站。

## 歷史
本站於1970年（昭和45年）開業。最初是終點站，三年後延伸至大船站後變成中間站。
開業以前的車站周邊是稱作「矢部野」的小型農村地區。車站開業前後開始進行大規模開發，並在車站開業三個月後開放入住，現在已是通勤橫濱與東京的通勤住宅區。
站名「洋光台」取自於東京灣昇起的旭日。開業前曾研擬以當地地名命名為矢部野站。但在本站開業後，周邊地名也隨之變更為洋光台。現在矢部野還保留於本站根岸線港南台側的矢部野隧道，以及根岸線上的洋光台通陸橋「矢部野橋」。

### 年表
- 1970年（昭和45年）3月17日：國鐵根岸線從磯子站延伸至本站。
- 1973年（昭和48年）4月9日：根岸線延伸至大船站。本站成為中間站。
- 1987年（昭和62年）4月1日：國鐵分割民營化，本站成為JR東日本車站。
- 2001年（平成13年）11月18日：IC卡「Suica」啟用。
- 2013年（平成25年）6月1日：業務委託化[3]。
- 2016年（平成28年）1月29日：綠色窗口結束營業。

## 車站構造
島式月台1面2線的地面車站。因為月台設於地塹內，月台上方設置的跨站式站房事實上與周圍的地面相同高度。
本站為業務委託站（委託JR東日本車站服務），設有自動驗票閘門、指定席售票機。依據JR的特定都區市內制度，本站屬「橫濱市內」。2016年2月7日起，始發至上午6時30分之間採取遠端管理（本鄉台站負責遠端通話），不設站員，僅開放部分自動售票機。

### 月台配置
| 月台 | 路線   | 方向 | 目的地                       | 備註            |
| ---- | ------ | ---- | ---------------------------- | --------------- |
| 1    | 根岸線 | 下行 | 大船方向                     |                 |
| 2    | 根岸線 | 上行 | 新杉田、橫濱、東京、大宮方向 | 直通 京濱東北線 |
| 2    | 橫濱線 | -    | 新橫濱、町田、八王子方向     | 只限早晩運行    |

（來源：JR東日本：車站構內圖 （页面存档备份，存于））

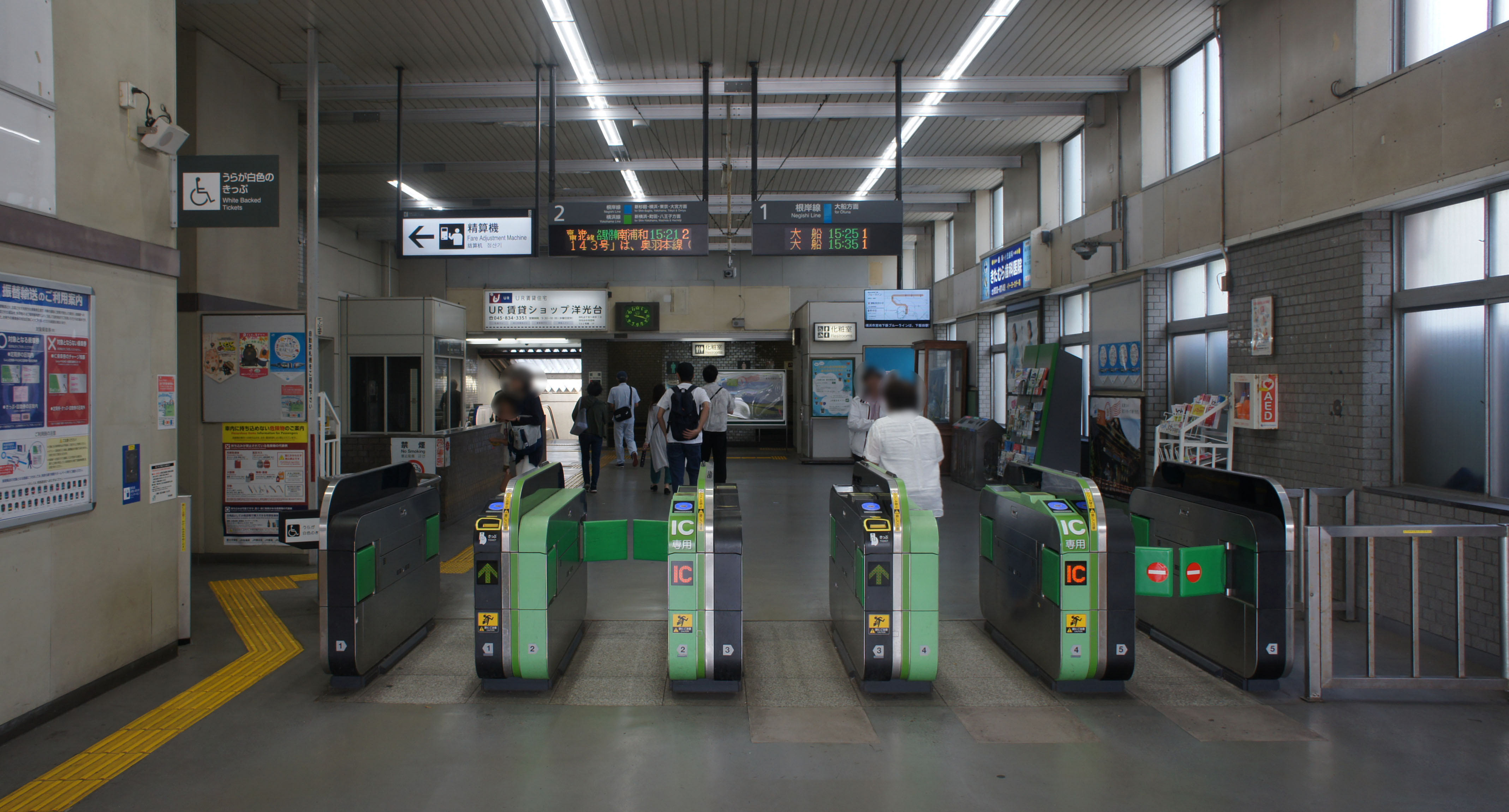
閘口（2019年6月）
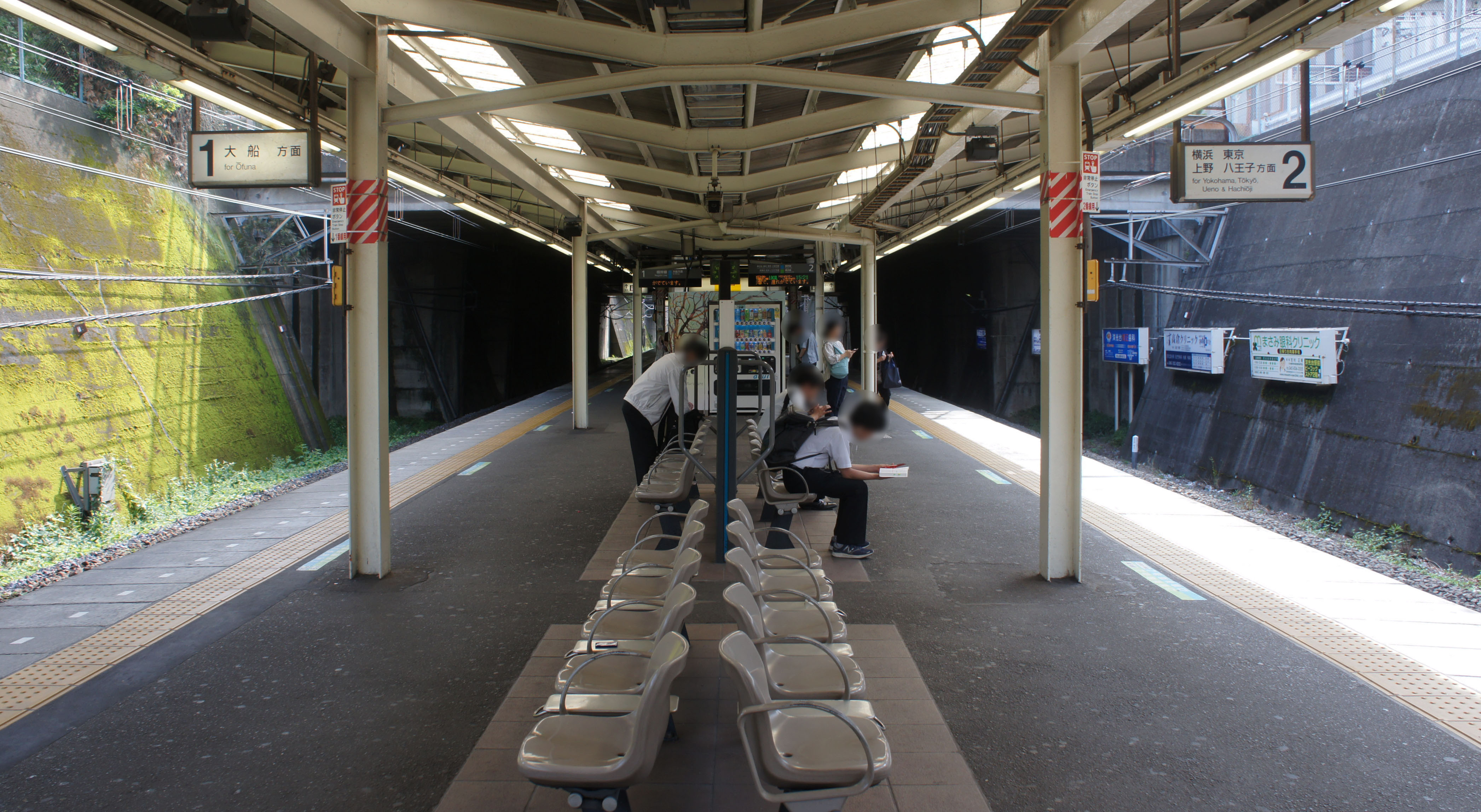
月台（2019年6月）

## 使用情況
2019年（令和元年）度1日平均上車人次為20,064人。近年上下車人次有減少傾向。
近年的推移如下表。
| 年度               | 1日平均 上車人次 |
| ------------------ | ---------------- |
| 1991年（平成03年） | 26,939           |
| 1992年（平成04年） | 27,025           |
| 1993年（平成05年） | 26,961           |
| 1994年（平成06年） | 26,966           |
| 1995年（平成07年） | 26,469           |
| 1996年（平成08年） | 26,162           |
| 1997年（平成09年） | 25,177           |
| 1998年（平成10年） | 24,604           |
| 1999年（平成11年） | 23,858           |
| 2000年（平成12年） | 23,293           |
| 2001年（平成13年） | 22,848           |
| 2002年（平成14年） | 22,525           |
| 2003年（平成15年） | 22,261           |
| 2004年（平成16年） | 22,005           |
| 2005年（平成17年） | 21,959           |
| 2006年（平成18年） | 22,061           |
| 2007年（平成19年） | 22,314           |
| 2008年（平成20年） | 21,989           |
| 2009年（平成21年） | 21,657           |
| 2010年（平成22年） | 21,304           |
| 2011年（平成23年） | 20,890           |
| 2012年（平成24年） | 21,027           |
| 2013年（平成25年） | 21,243           |
| 2014年（平成26年） | 20,691           |
| 2015年（平成27年） | 20,780           |
| 2016年（平成28年） | 20,616           |
| 2017年（平成29年） | 20,465           |
| 2018年（平成30年） | 20,345           |
| 2019年（令和元年） | 20,064           |

## 車站周邊
- 東急store（日语：東急ストア）
  - CAN DO（日语：キャンドゥ）
- PEACOCK STORE（日语：イオンマーケット）洋光台店
- 伊藤洋華堂
- Olympic（日语：Olympicグループ）
- Shop 27
- Sunmall商店街
- 松本清
- HAC DRUG（日语：ウエルシア薬局）
- 科樂美運動俱樂部（日语：コナミスポーツクラブ）
- 洋光台站前郵便局
- 橫濱兒童科學館
- 港南台交流道 - 橫濱橫須賀道路
- 神奈川縣立磯子高等學校（日语：神奈川県立磯子高等学校）
- 神奈川縣立橫濱南陵高等學校（日语：神奈川県立横浜南陵高等学校）
- 神奈川縣立冰取澤高等學校（日语：神奈川県立氷取沢高等学校）
- 洋光台西公園
- 洋光台南公園
- 洋光台北公園
- 廣場公園
- 日野公園墓地
- 圓海山（日语：円海山）

## 巴士路線
- 1號乘車處
  - ［45］京急新城、上永谷站（經日野峰、港南台站、清水橋）、港南台站（市營）
  - ［111］港南台站（經港南台第一中學校）（市營）
- 2號乘車處
  - ［107］上中里團地循環、澤之里小學校（僅夜間班次往澤之里小學校）（市營）
  - ［367］澤之里小學校（深夜）（市營）
- 3號乘車處
  - ［111］上大岡站（經日野中央公園入口）（市營）
  - ［上68］上大岡站（經日野中央公園入口）（神奈中（日语：神奈川中央交通））（假日1班）
  - 上大岡站（經日野中央公園入口）（江之電（日语：江ノ電バス横浜））（平日早晨1班）
  - 上大岡站（經打越）（江之電）
  - ［107］金澤文庫站西口（京急）
- 4號乘車處
  - ［112］上永谷站、野庭中央公園（日语：横浜市営バス野庭営業所）（經日野中央公園入口）（市營）
  - [76]  港南車庫（日语：横浜市営バス港南営業所） （經日野中央公園入口）（市營）
  - 上大岡站、雜色（經Greentown）（江之電）
  - PROUD SEASON（江之電）
  - 磯子站、溫室前（經Hightown）（江之電）

## 相鄰車站
東日本旅客鐵道
 根岸線
■快速、■■各站停車
新杉田（JK 05）－洋光台（JK 04）－港南台（JK 03）

### 使用情況
1. ↑  横浜市統計書 （页面存档备份，存于） - 横浜市

JR東日本2000年度以後上車人次
1. ↑  各駅の乗車人員（2000年度） （页面存档备份，存于） - JR東日本
2. ↑  各駅の乗車人員（2001年度） （页面存档备份，存于） - JR東日本
3. ↑  各駅の乗車人員（2002年度） （页面存档备份，存于） - JR東日本
4. ↑  各駅の乗車人員（2003年度） （页面存档备份，存于） - JR東日本
5. ↑  各駅の乗車人員（2004年度） （页面存档备份，存于） - JR東日本
6. ↑  各駅の乗車人員（2005年度） （页面存档备份，存于） - JR東日本
7. ↑  各駅の乗車人員（2006年度） （页面存档备份，存于） - JR東日本
8. ↑  各駅の乗車人員（2007年度） （页面存档备份，存于） - JR東日本
9. ↑  各駅の乗車人員（2008年度） （页面存档备份，存于） - JR東日本
10. ↑  各駅の乗車人員（2009年度） （页面存档备份，存于） - JR東日本
11. ↑  各駅の乗車人員（2010年度） （页面存档备份，存于） - JR東日本
12. ↑  各駅の乗車人員（2011年度） （页面存档备份，存于） - JR東日本
13. ↑  各駅の乗車人員（2012年度） （页面存档备份，存于） - JR東日本
14. ↑  各駅の乗車人員（2013年度） （页面存档备份，存于） - JR東日本
15. ↑  各駅の乗車人員（2014年度） （页面存档备份，存于） - JR東日本
16. ↑  各駅の乗車人員（2015年度） （页面存档备份，存于） - JR東日本
17. ↑  各駅の乗車人員（2016年度） （页面存档备份，存于） - JR東日本
18. ↑  各駅の乗車人員（2017年度） （页面存档备份，存于） - JR東日本
19. ↑  各駅の乗車人員（2018年度） （页面存档备份，存于） - JR東日本
20. ↑  各駅の乗車人員（2019年度） （页面存档备份，存于） - JR東日本

## 外部連結
- 車站資訊（洋光台）：東日本旅客鐵道

35°22′43.3″N 139°35′47.4″E / 35.378694°N 139.596500°E